# Права людини на Мальті
Права людини на Мальті — низка законів, які захищають права людини, визначені конституцією. Було створено кілька організацій та НУО, метою яких є підвищення обізнаності навколо певних свобод та прав на Мальті. 

## Історія
15 червня 1802 року сто чотири представники мальтійських міст і сіл підписали декларацію, яка підтверджувала монархічну владу та основний набір прав:
- Вільні чоловіки мають право вибирати власну релігію.
- Жодна людина не має жодної особистої влади над життям, майном або свободою іншого.
- Стримування, або покарання, може здійснюватись лише згідно із законом.

Після Першої світової війни Мальта була вражена нездатністю забезпечити основними продовольчими товарами більшість островів, що збільшило вартість життя після війни. Доктор Філіппо Скеберрас з Національної Асамблеї Мальти працював на захист нації та сприяв соціальним та політичним змінам. Він запросив засідання Національних зборів 7 червня 1919 р. 20 листопада 1919 року мальтійцям було надано власний парламент, що дозволить внутрішнє врегулювання внутрішніх справ.
Мальта здобула незалежність від Британської імперії у вересні 1964 року. Конституція 1964 р. підлягає судовому виконанню законопроєкт про права, наприклад, право на життя та особисту безпеку, приватність дому та іншого майна.  У 2004 році Мальта вступила до Європейського Союзу.

### Біженці

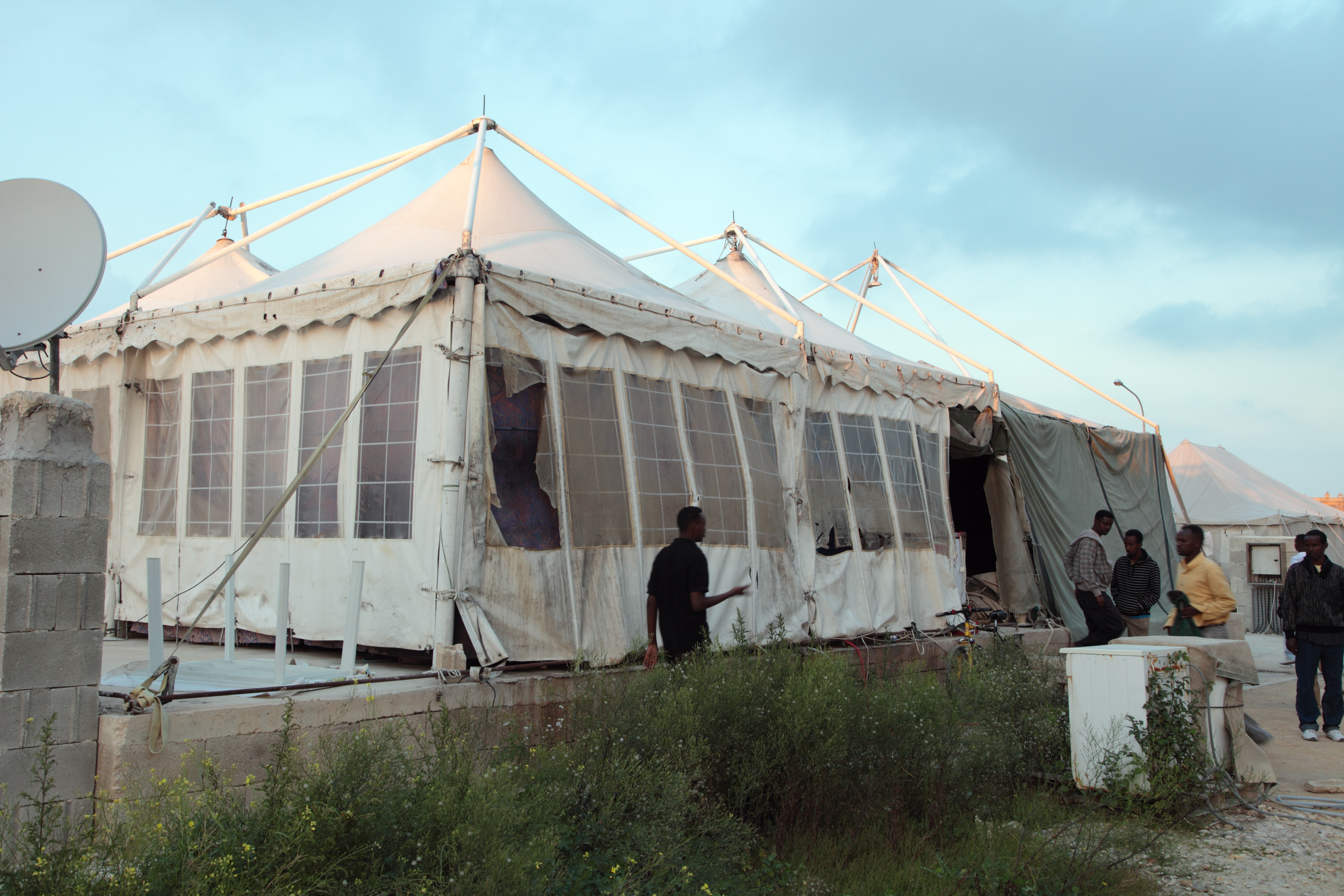
Мальтійський табір біженців